# Locheruvapalli, Srinivaspur
Locheruvapalli là một làng thuộc tehsil Srinivaspur, huyện Kolar, bang Karnataka, Ấn Độ.